# Sin máscara (álbum)
Sin máscara es el título del segundo álbum de estudio grabado por la cantautora y actriz venezolana Karina. Fue lanzado al mercado por la empresa discográfica TH-Rodven en 1987. Tras el lanzamiento de su álbum debut de estudio Amor a millón (1985), no solo por la variedad de compositores que intervienen en este nuevo trabajo, sino también por los diferentes estilos musicales que en él se abarcan, así como por el diseño en lo de la imagen del álbum, mucho más madura o con una imagen menos "de niña", por llamarlo de algún modo. Por otro lado, es con este álbum de "Sin máscara" con el que Karina hace su debut como compositora, aportando la letra de una de las canciones que conforman el repertorio de este disco, la que le da título al disco.
Entre los diferentes compositores que colaboran en ésta nueva producción discográfica están Juan Carlos Pérez Soto, Fernando Osorio, ambos cantautores muy conocidos en Venezuela, Carlos Rafael Silva (hermano de Karina) y que también intervino en el álbum anterior... También interviene en este álbum Ignacio Cano Andrés, que para ese momento aún era integrante del grupo Mecano y, obviamente, Rudy La Scala, no solo como compositor de la mayoría de los temas musicales, sino que también a su cargo está toda la producción musical general del álbum en sí, a excepción de los dos temas producidos por Nacho Cano.

## Datos del álbum
- Productor Ejecutivo: Salvador Pérez M.
- Productor Musical: Rudy La Scala.
- Arreglos: Rudy La Scala / Miguel Ángel García Cueto.
- Guitarras, percusión, teclados, y efectos especiales: Rudy La Scala.
- Programación secuenciador, teclados y piano acústico: Miguel Ángel García Cueto.
- Coros y armonías: Karina.
- Ingeniero de Grabación / Mezcla y asistente de Producción: Nucho Bellomo.
- Gracias a Luis Olivier por su ayuda.
- Este álbum fue grabado totalmente en los Estudios Audio Uno (Caracas-Venezuela) a excepción de: «La noche es mágica» y «Un extraño pez», que fueron producidas por Nacho Cano Producciones S.A. y grabadas en los Estudios Fairlight, Madrid, España.
- Concepto de carátula: Karina.
- Diseño: Luis Carlée / Ricardo Goldman.
- Fotografía: Rolando De La Fuente.

## Lista de canciones
Lado A:
1. "Déjame vivir mi vida" (Rudy La Scala) 3:36
2. "Un extraño pez" (Letra y Música: Antonio Cortez / Producida por: Nacho Cano) 4:31
3. "Loco tú, loca yo" (Rudy La Scala) 2:26
4. "Yo no nací" (Rudy La Scala) 2:54
5. "Lo digo de corazón" (Carlos R. Silva) 2:49
6. "Sin máscara" (Música: Rudy La Scala / Letra: Karina) 3:26

Lado B:
1. "La noche es mágica" (Nacho Cano) 3:43
2. "Salta" (Juan Carlos Pérez Soto) 2:58
3. "Te borraré" (Rudy La Scala) 3:15
4. "Desde mi ventana" (Fernando Osorio) 3:47
5. "Una reina más" (Rudy La Scala) 3:34
6. "Epitafio para una reina" (Rudy La Scala) Instrumental 1:53

## Singlesextraídos delálbum“Sin máscara (1987)”
1. Salta.
2. La noche es mágica (con su respectivo videoclip).
3. Lo digo de corazón.
4. Una reina más.
5. Desde mi ventana (con su respectivo videoclip).
6. Déjame vivir mi vida.
7. Sin máscara (tema opening de la telenovela “Alba Marina”).

- Datos: Q6129009